# Zaccar
Zaccar ou Zakkar est une commune de la wilaya de Djelfa en Algérie.